# Aqua Marcia
Die Aqua Marcia ist die dritte und längste Wasserleitung (Aquädukt), die zur Versorgung der Stadt Rom in der Antike gebaut wurde. Sie ist heute noch eine der Hauptwasserquellen von Rom.

## Geschichte

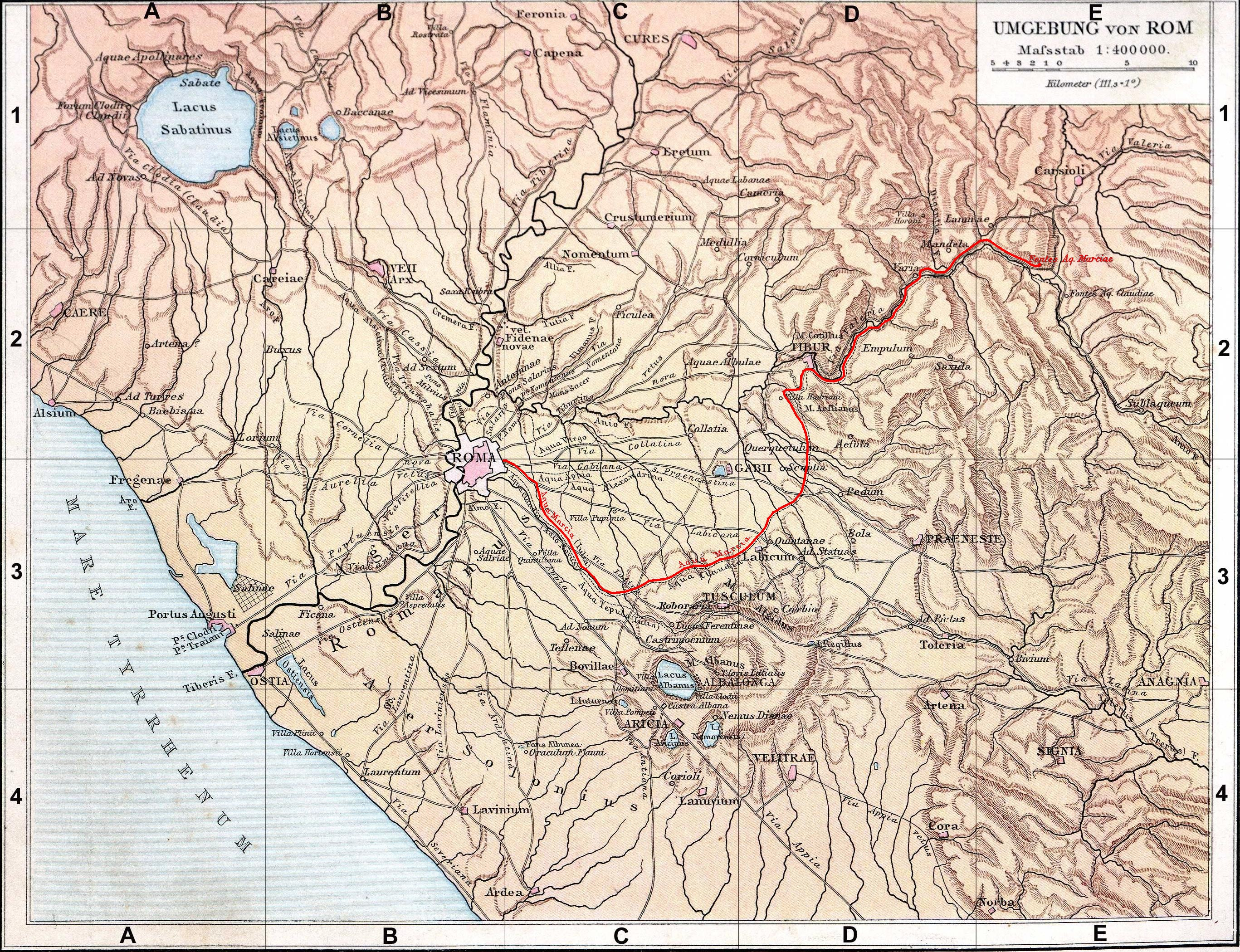
Verlauf der Aqua Marcia (rot)

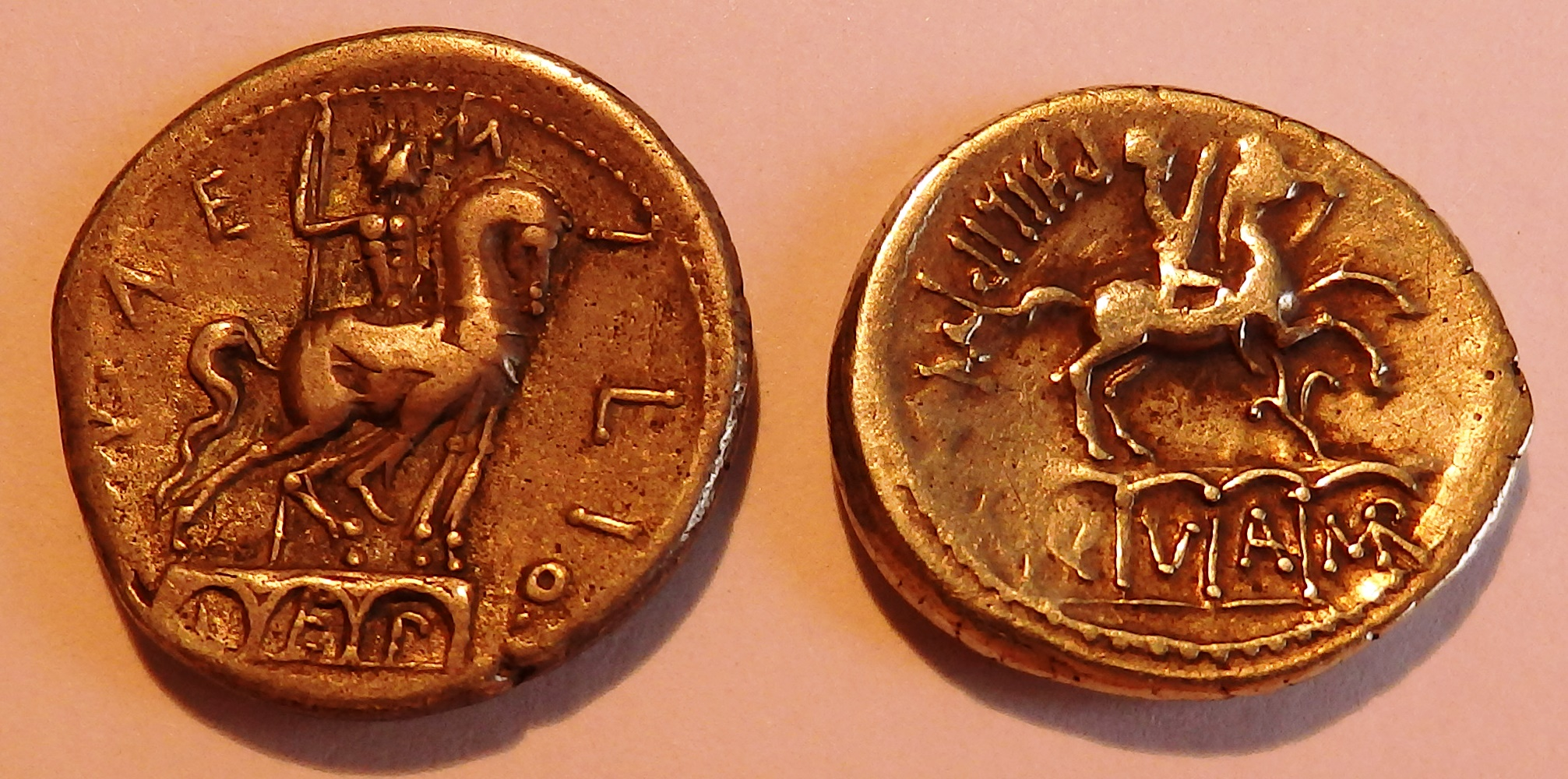
Aqua Marcia auf 2 Denaren der Jahre 114/113 und 56 v. Chr., Albert 1074 und 1346

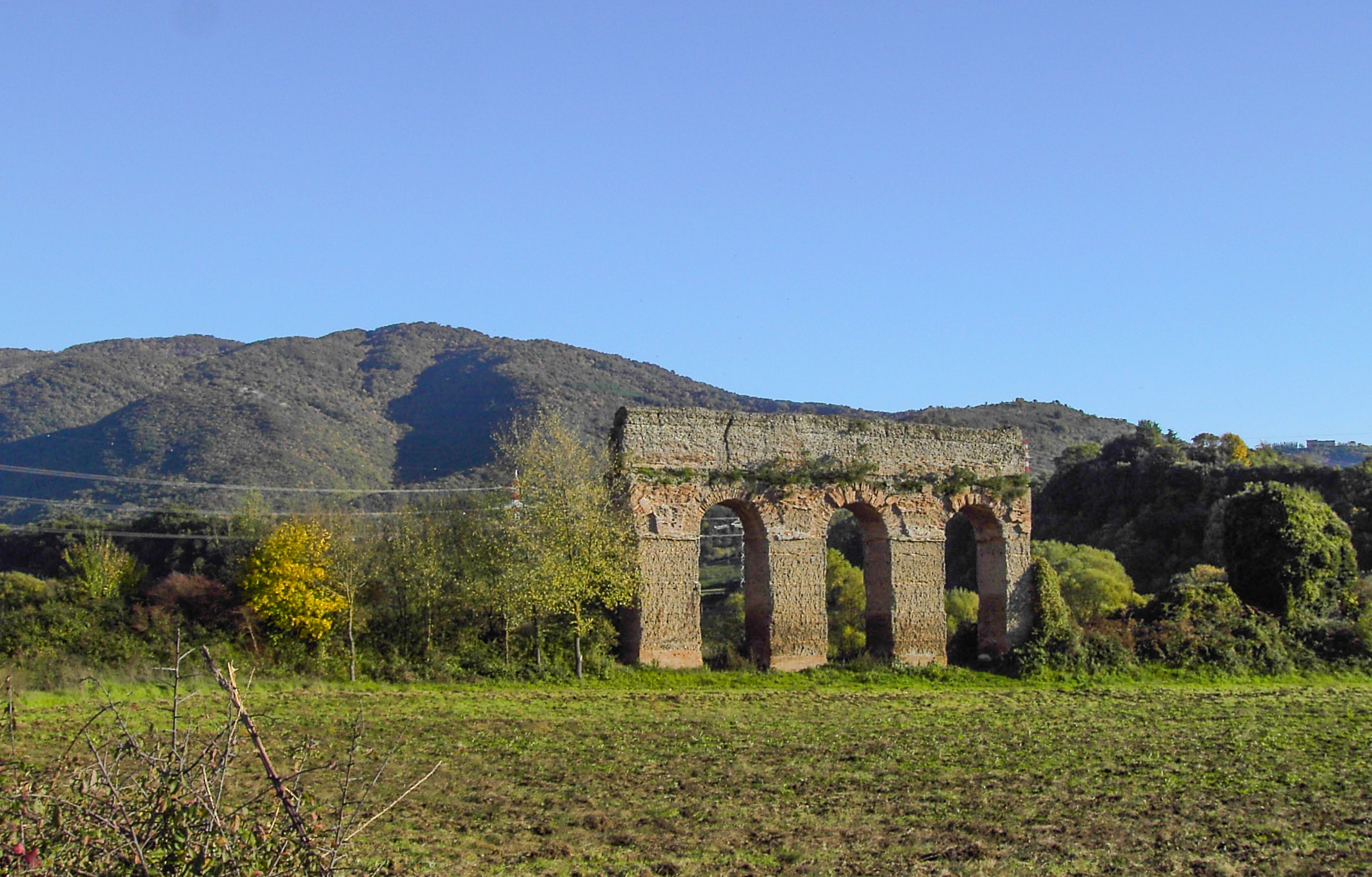
Aqua Marcia bei Tivoli

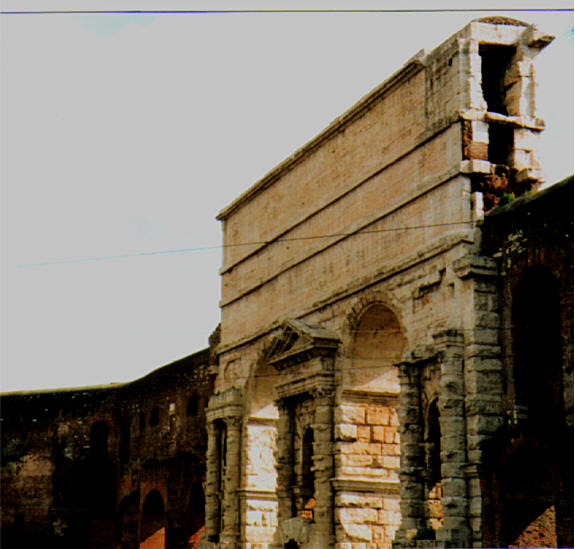
Porta Maggiore, Kreuzungspunkt der Aqua Marcia und der Aqua Tepula mit der Aqua Claudia und dem Anio Novus

Der Prätor Quintus Marcius Rex ließ die Wasserleitung zwischen 144 und 140 v. Chr. erbauen. Sie wurde nach ihrem Erbauer Aqua Marcia genannt. Nachkommen des Marcius ließen im 1. Jahrhundert v. Chr. Bögen des Aquädukts auf Münzen abbilden.
Die Aqua Marcia musste mehrere Male ausgebessert werden. Dies geschah durch Marcus Vipsanius Agrippa im Jahr 33 v. Chr. und unter Kaiser Augustus zusammen mit weiteren Wasserleitungen zwischen 11 und 4 v. Chr. Augustus verbesserte auch die bisherige Wasserversorgung, indem er mit der Aqua Augusta eine zusätzliche Quelle erschloss und den Durchfluss verdoppelte. Jedoch wurde die Wassermenge von privaten Bürgern für ihren eigenen Gebrauch abgezweigt, was zur Zeit Kaiser Neros dazu führte, dass bis auf ein Rinnsal nicht mehr viel übrig blieb. Die Versorgung wurde durch spätere Kaiser wieder erhöht.
Im Jahr 79 n. Chr. gab es unter Kaiser Titus ebenfalls Reparaturen. Reparaturen fanden wohl auch in der Zeit der Kaiser Hadrian und Septimius Severus statt. Auch die Kaiser Arcadius und Honorius ließen die Aqua Marcia wohl immer wieder instand setzen.

## Wasserführung
Die alte Quelle befand sich rund 91 Kilometer entfernt von Rom im Anienetal, unterhalb des Dorfes Marano Equo. Die Region in den Hügeln östlich der Stadt wurde für die Wasserversorgung der antiken Metropole durch weitere Aquädukte erschlossen. Zu diesen zählen der Anio Vetus, der Anio Novus und die Aqua Claudia. Im Wesentlichen wird die gleiche Quelle heute verwendet, um die moderne Wasserleitung zu speisen.
Die Aqua Marcia war die längste der elf Wasserleitungen, die die Stadt Rom mit Wasser versorgten. Nach Sextus Iulius Frontinus, der die Aquädukte der Stadt um 97 n. Chr. vermessen ließ, lieferte sie 187.600 Kubikmeter pro Tag und war neben dem Anio Novus die zweitgrößte Wasserquelle Roms. Sie war für ihr kaltes und reines Wasser weithin bekannt.
Die Wasserleitung folgte der Via Latina nach Rom. Sie war einerseits auf Bögen, die auch die Aqua Tepula trugen, gebaut, andererseits auch unterirdisch geführt. Bei der Porta Maggiore kreuzte sie die Wasserleitung der Aqua Claudia, deren Aquädukt auch den Anio Novus trug. Weiterhin verlief die Aqua Marcia entlang der Via Tiburtina und kam am Fuß des Viminals aus östlicher Richtung in die Stadt Rom. Der Bogen, auf dem sie zusammen mit der Aqua Tepula und der Aqua Iulia die Via Tiburtina überquerte, wurde im 3. Jahrhundert n. Chr. zur Porta Tiburtina der Aurelianischen Mauer ausgebaut.
In der Nähe der heutigen Stazione Termini verzweigte sich die Aqua Marcia in mehrere Arme. Der Hauptkanal versorgte das Kapitol mit Wasser, während sekundäre Zweige den Caelius und den Aventin versorgten.
Caracalla ließ einen neuen Zweig, die so genannte Aqua Marcia Antoniniana, bauen, um seine Thermen mit Wasser zu versorgen. Er überquerte auf dem so genannten Arco di Druso die Via Appia. Ein anderer sekundärer Zweig wurde benutzt, um die Diokletiansthermen zu versorgen.